# Palazzo Colonna
Palazzo Colonna – zespół architektoniczny u podnóża wzgórza Kwirynał w Rzymie we Włoszech, sąsiadujący z bazyliką Santi XII Apostoli. Począwszy od XIII wieku był własnością rodu Colonna.

## Historia
Pałac budowano od XIII do XVII wieku, przez co różne jego skrzydła i detale architektoniczne reprezentują odmienne style architektoniczne. W 1341 roku w rezydencji gościł poeta Francesco Petrarca. Na początku XV wieku w posiadanie pałacu wszedł Oddone Colonna, który w 1417 roku został wybrany na papieża i przyjął imię Marcin V. W 1420 roku ustanowił Palazzo Colonna swoją oficjalną siedzibą i żył w nim aż do swojej śmierci w 1431 roku. Gdy w 1527 roku wojska cesarskie zdobyły i złupiły Rzym (sacco di Roma), Palazzo Colonna jako jedna z nielicznych budowli nie został zdewastowany. Miały na to wpływ dobre stosunki rodu Colonna z cesarzem Karolem V. Podczas kilkudniowych grabieży prowadzonych przez niemieckich i hiszpańskich żołnierzy pałac stał się jednak schronieniem dla przeszło trzech tysięcy mieszkańców Rzymu.
W XVII wieku pałac przerodził się w barokową rezydencję. Prace budowlane zainicjował książę Filippo Colonna przy współpracy m.in. architekta Paolo Marucellego. Po jego śmierci w 1639 roku dalszymi pracami kierował jego syn, kardynał Girolamo Colonna, który w 1650 roku zlecił wykonanie pałacowej galerii. W następnych dziesięcioleciach kolejne projekty podejmowali Lorenzo Onofrio Colonna oraz Filippo II Colonna, przy współpracy z architektami Girolamo Fontaną oraz Nicola Michettim.
Począwszy od końca XVIII wieku w pałacu nie były prowadzone żadne gruntowne prace remontowe. Jedynymi inwestycjami były renowacja fasady z I połowy XX wieku oraz przebudowa dziedzińca wejściowego z 1968 roku.

## Galeria
Pałacowa galeria była budowana w latach 1650–1700. Otwarcia dokonał w 1700 roku Filippo II Colonna. Galeria składa się z kilku bogato zdobionych pomieszczeń, w których przechowywane są przede wszystkim dzieła włoskich artystów tworzących w XV–XVII wieku, takich jak Lorenzo Monaco, Domenico Ghirlandaio, Jacopo Palma, Francesco Salviati, Agnolo Bronzino, Jacopo Tintoretto, Pietro da Cortona, Annibale Carracci, Giovanni Francesco Barbieri, Francesco Albani, Girolamo Muziano i Guido Reni. Freski na stropach wykonali Filippo Gherardi, Giovanni Coli, Sebastiano Ricci i Giuseppe Bartolomeo Chiari.

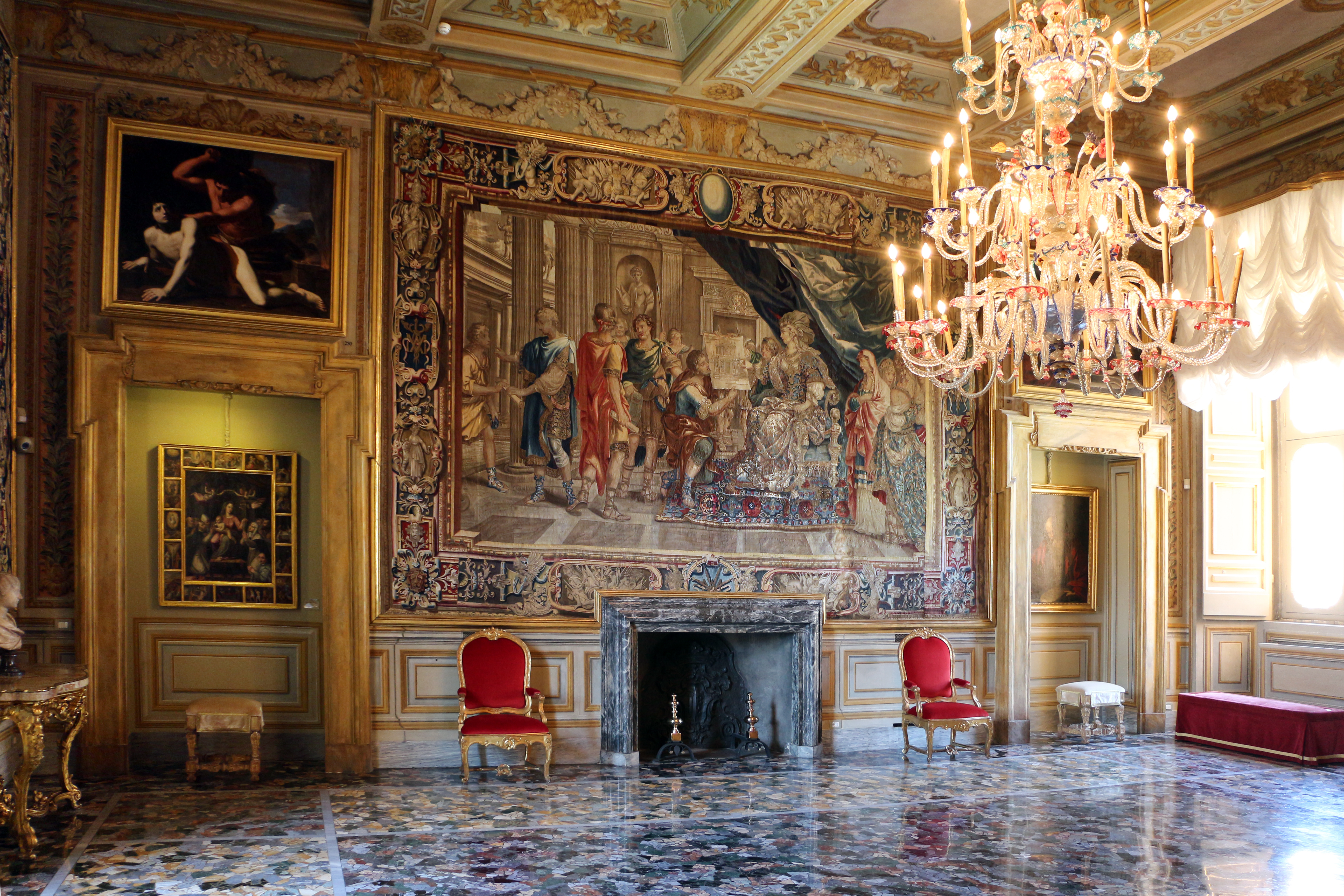
Sala della Capella
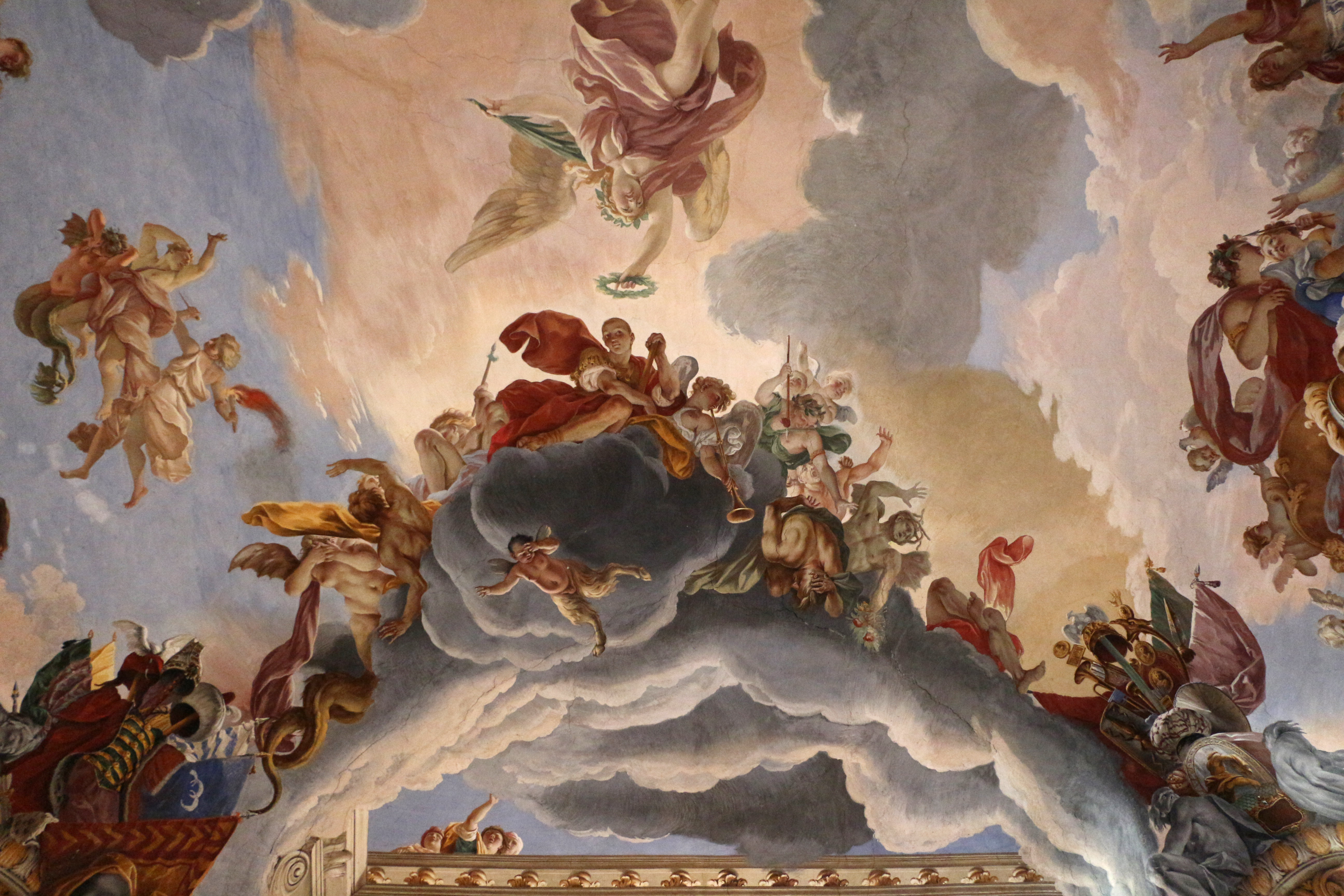
Freski autorstwa Sebastiano Ricciego